# Bolitoglossa nigrescens
Bolitoglossa nigrescens är en groddjursart som först beskrevs av Taylor 1949.  Bolitoglossa nigrescens ingår i släktet Bolitoglossa och familjen lunglösa salamandrar. IUCN kategoriserar arten globalt som starkt hotad. Inga underarter finns listade.